# Список епізодів телесеріалу «Мерлін»

Цей список містить перелік серій за сезонами британського фентезійного телесеріалу «Мерлін», що вперше вийшов у 2008—2012 роках на каналі BBC і оснований на легендах про Короля Артура, хоча і значно відрізняється від традиційних.

## Сезон 1: 2008
| № | #    | Назва Серії                                        | Режисер      | Сценарист      | Прем'єра у Великій Британії | Глядачі |
| --- | ---- | -------------------------------------------------- | ------------ | -------------- | --------------------------- | ------- |
| 1 | 1х01 | «Поклик Дракона» «The Dragon’s Call»               | Джеймс Говс  | Джуліан Джоунс | 20 вересня 2008             | 7.15    |
| Мати Мерліна відправляє його до свого старого друга Гая в Камелот. Перше, що бачить юнак, це кара звинуваченого в чаклунстві. Перше, що робить, рятує Гая від падіння за допомогою чаклунства. Так для юнака починається життя за стінами цитаделі Камелота. Незабаром, виконуючи одне з доручень Гая, Мерлін опиняється в темниці за образу наслідного принца Артура, і там він чує поклик дракона, останнього представника свого роду, якого Утер заточив в підземну печеру. Дракон пророкує юному магу велику долю. |      |                                                    |              |                |                             |         |
| 2 | 1х02 | «Веліант» «Valiant»                                | Джеймс Говс  | Говард Овермен | 27 вересня 2008             | 5.40    |
| У Камелоті проводиться турнір. Але один з учасників хоче схитрувати, зачарувавши свій щит. Мерлін намагається довести Артуру, що лицар Веліант - шахрай. Артур виступає з обвинуваченням, але довести свою правоту він зможе тільки в бою. Мерлін в цей час освоює свої нові обов'язки і вчиться магії по книзі, подарованій Гаєм. Йому дуже потрібно освоїти одне закляття. |      |                                                    |              |                |                             |         |
| 3 | 1х03 | «Знак Німуе» «The Mark of Nimueh»                  | Джеймс Говс  | Джуліан Джоунс | 4 жовтня 2008               | 6.30    |
| У Камелоті епідемія, викликана отруєною чаклункою Німуе водою. Занедужує і батько Гвен. Мерлін не може зрозуміти, чому Гай не дозволяє йому врятувати людей за допомогою магії. Але як тільки він наважується допомогти Гвен, дівчину звинувачують у чаклунстві. |      |                                                    |              |                |                             |         |
| 4 | 1х04 | «Отруєний келих» «The Poisoned Chalice»            | Ед Фреймен   | Бен Венстоун   | 11 жовтня 2008              | 6.48    |
| В замок прибуває король Баярд зі своєю свитою для укладення мирного договору. Бажаючи помститися Мерліну за зірваний план, Німуе, переодягнувшись служницею, переконує його в тому, що Баярд задумав отруїти Артура. Мерлін випиває отруєне Німуе вино замість принца. І тепер Артуру треба його рятувати. |      |                                                    |              |                |                             |         |
| 5 | 1х05 | «Ланселот» «Lancelot»                              | Ед Фреймен   | Джейк Мічі     | 18 жовтня 2008              | 5.37    |
| Від смерті в пазурах грифона Мерліна рятує Ланселот. Молодий чоловік мріє стати лицарем, але він не дворянин. Мерлін хоче віддячити новому другу і підробляє документи, що підтверджують його благородну кров... Незабаром Ланселот опиняється у в'язниці. |      |                                                    |              |                |                             |         |
| 6 | 1х06 | «Ліки від усіх хвороб» «A Remedy to Cure All Ills» | Ед Фреймен   | Джуліан Джоунс | 25 жовтня 2008              | 6.00    |
| На службу королівського лікаря прийнятий молодий чаклун Едвін, який врятував Морґану від загадкової хвороби. Колись Утер стратив його батьків за чаклунство. Гай намагається знайти якусь інформацію про парубка, не зашкодивши при цьому Мерліну, адже чужинець знає, що той чарівник. |      |                                                    |              |                |                             |         |
| 7 | 1х07 | «Брама Авалона» «The Gates of Avalon»              | Джеремі Вебб | Бен Венстоун   | 1 листопада 2008            | 6.45    |
| Морґана бачить сон, у якому красива дівчина вбиває Артура, а наступного дня бачить цю дівчину в палаці. Вона спадкоємиця чарівного народу ші, колись її батько був вигнаний у світ людей і, щоб повернутися, йому і його дочці Софії потрібно серце найдоблеснішого принца земного світу. |      |                                                    |              |                |                             |         |
| 8 | 1х08 | «Початок кінця» «The Beginning of the End»         | Джеремі Вебб | Джуліан Джоунс | 8 листопада 2008            | 6.25    |
| Мерлін рятує хлопчика-друїда від варти і ховає його в покоях Морґани. Дівчина піклується про дитину і оберігає її під час обшуків. Але Великий дракон попереджає юного мага про небезпеку такого союзу, адже він ставить під загрозу життя Артура. |      |                                                    |              |                |                             |         |
| 9 | 1х09 | «Екскалібур» «Excalibur»                           | Девід Мур    | Бен Венстоун   | 15 листопада 2008           | 6.47    |
| Німуе продовжує кувати лихо. Цього разу вона оживляє одного з лицарів Камелота, давно похованого в усипальниці цитаделі. Колись цей лицар звинуватив Утера в смерті своєї сестри Ігрейни, дружини Утера і матері принца Артура, і присягнувся помститися. Магія Мерліна безсила проти живого мерця, але в одній з книг він знаходить вихід з положення: йому потрібно створити меч, здатний зруйнувати будь-які чари.                                                                                                  |      |                                                    |              |                |                             |         |
| 10 | 1х10 | «Момент істини» «The Moment of Truth»              | Девід Мур    | Бен Венстоун   | 22 листопада 2008           | 7.03    |
| Дізнавшись, що на його рідне село відбуваються спустошливі набіги, Мерлін вирушає додому разом із Артуром, Гвен і Морґаною, щоб спробувати допомогти. Вітаючи новоприбулих, старий друг Мерліна Вільям запитує його: чи довіряє він Артуру настільки, щоб відкрито використовувати при ньому свій дар? |      |                                                    |              |                |                             |         |
| 11 | 1х11 | «Лабіринт Ґедреф» «The Labyrinth of Gedref»        | Стюарт Орм   | Говард Овермен | 29 листопада 2008           | 6.71    |
| Артур убиває єдинорога, всі, крім Мерліна, захоплені його подвигом. Незабаром на Камелот обрушується прокляття хранителя єдинорогів. Випаровується вода, гинуть посіви. Артуру потрібно пройти через ряд випробувань, щоб спокутувати свою провину. |      |                                                    |              |                |                             |         |
| 12 | 1х12 | «Вбити короля» «To Kill the King»                  | Стюарт Орм   | Джейк Мічі     | 6 грудня 2008               | 6.31    |
| У чаклунстві звинувачений батько Гвен, Том. Його бачили з людиною на ім'я Таур, який за допомогою магічного каменя, намагається перетворити метал на золото. Але Том не винен, він просто виконав замовлення Тхаур. За нього заступається Морґана, Мерлін шукає докази його невинності, навіть Артур вирішує поговорити з батьком, але рішення Утера незмінне. Тоді Морґана планує втечу. Том також не вірить у справедливий суд і погоджується. Коли він гине, Морґана вирішує вбити короля.                          |      |                                                    |              |                |                             |         |
| 13 | 1х13 | «Смерть Артура» «Le Morte d’Arthur»                | Девід Мур    | Джуліан Джоунс | 13 грудня 2008              | 6.27    |
| Артура вкусив велетенський монстр, він помирає. Мерлін вирушає в Авалон до Німуе з проханням про порятунок свого друга. Він згоден на угоду, ціною якої буде його життя. Але Мерлін не передбачає наслідків. Замість нього помирає його мати. Щоб врятувати її і Мерліна, Гай вирушає в дорогу. Дізнавшись про це, юний маг поспішає його випередити. |      |                                                    |              |                |                             |         |

## Сезон 2: 2009
| №  | #    | Назва серії                                                            | Режисер      | Сценарист      | Прем'єра у Великій Британії | Глядачі |
| -- | ---- | ---------------------------------------------------------------------- | ------------ | -------------- | --------------------------- | ------- |
| 14 | 2х01 | «Прокляття Корнеліуса Сігана» «The Curse of Cornelius Sigan»           | Девід Мур    | Джуліан Джоунс | 19 вересня 2009             | 5.77    |
| 15 | 2х02 | «Єдина майбутня королева» «The Once and Future Queen»                  | Джеремі Вебб | Говард Овермен | 26 вересня 2009             | 5.94    |
| 16 | 2х03 | «Кошмар починається» «The Nightmare Begins»                            | Джеремі Вебб | Бен Венстоун   | 3 жовтня 2009               | 6.09    |
| 17 | 2х04 | «Ланселот і Ґвен» «Lancelot and Guinevere»                             | Девід Мур    | Говард Овермен | 10 жовтня 2009              | 5.69    |
| 18 | 2х05 | «Красуня і чудовисько. Частина перша» «Beauty and the Beast: Part One» | Девід Мур    | Джейк Мічі     | 24 жовтня 2009              | 5.53    |
| 19 | 2х06 | «Красуня і чудовисько. Частина друга» «Beauty and the Beast: Part Two» | Метін Хусейн | Бен Венстоун   | 31 жовтня 2009              | 6.14    |
| 20 | 2х07 | «Відьмолов» «The Witchfinder»                                          | Джеремі Вебб | Джейк Мічі     | 7 листопада 2009            | 5.62    |
| 21 | 2х08 | «Гріхи батька» «The Sins of the Father»                                | Метін Хусейн | Говард Овермен | 14 листопада 2009           | 6.16    |
| 22 | 2х09 | «Озерна діва» «The Lady of the Lake»                                   | Метін Хусейн | Джуліан Джоунс | 21 листопада 2009           | 6.30    |
| 23 | 2х10 | «Солодких снів» «Sweet Dreams»                                         | Еліс Тротон  | Люсі Воткінс   | 28 листопада 2009           | 6.02    |
| 24 | 2х11 | «Пробудження відьми» «The Witch’s Quickening»                          | Еліс Тротон  | Джейк Мічі     | 5 грудня 2009               | 6.01    |
| 25 | 2х12 | «Вогні Айдіршоласу» «The Fires of Idirsholas»                          | Джеремі Вебб | Джуліан Джоунс | 12 грудня 2009              | 6.01    |
| 26 | 2х13 | «Останній Володар драконів» «The Last Dragonlord»                      | Джеремі Вебб | Джуліан Джоунс | 19 грудня 2009              | 6.64    |

## Сезон 3: 2010
| №  | #    | Назва серії                                                                   | Режисер      | Сценарист      | Прем'єра у Великій Британії | Глядачі |
| -- | ---- | ----------------------------------------------------------------------------- | ------------ | -------------- | --------------------------- | ------- |
| 27 | 3х01 | «Сльози Утера Пендраґона (Частина 1)» «The Tears of Uther Pendragon (Part 1)» | Джеремі Вебб | Джуліан Джоунс | 11 вересня 2010             | 6.49    |
| 28 | 3х02 | «Сльози Утера Пендраґона (Частина 2)» «The Tears of Uther Pendragon (Part 2)» | Джеремі Вебб | Джуліан Джоунс | 18 вересня 2010             | 6.06    |
| 29 | 3х03 | «Золото гобліна» «Goblin’s Gold»                                              | Джеремі Вебб | Говард Овермен | 25 вересня 2010             | 6.22    |
| 30 | 3х04 | «Ґвейн» «Gwaine»                                                              | Девід Мур    | Джуліан Джоунс | 2 жовтня 2010               | 6.42    |
| 31 | 3х05 | «Кришталева печера» «The Crystal Cave»                                        | Еліс Тротон  | Джуліан Джоунс | 9 жовтня 2010               | 6.36    |
| 32 | 3х06 | «Підміна» «The Changeling»                                                    | Девід Мур    | Люсі Воткінс   | 16 жовтня 2010              | 6.40    |
| 33 | 3х07 | «Замок Фіріана» «The Castle of Fyrien»                                        | Девід Мур    | Джейк Мічі     | 23 жовтня 2010              | 6.82    |
| 34 | 3х08 | «Око фенікса» «The Eye of the Phoenix»                                        | Еліс Тротон  | Джуліан Джоунс | 30 жовтня 2010              | 6.92    |
| 35 | 3х09 | «Кохання в часи драконів» «Love in the Time of Dragons»                       | Еліс Тротон  | Джейк Мічі     | 6 листопада 2010            | 6.90    |
| 36 | 3х10 | «Королева сердець» «Queen of Hearts»                                          | Ешлі Вей     | Говард Овермен | 13 листопада 2010           | 7.37    |
| 37 | 3х11 | «Тінь чаклуна» «The Sorcerer’s Shadow»                                        | Ешлі Вей     | Джуліан Джоунс | 20 листопада 2010           | 7.42    |
| 38 | 3х12 | «Сходження Артура (Частина 1)» «The Coming of Arthur (Part 1)»                | Джеремі Вебб | Джейк Мічі     | 27 листопада 2010           | 7.12    |
| 39 | 3х13 | «Сходження Артура (Частина 2)» «The Coming of Arthur (Part 2)»                | Джеремі Вебб | Джуліан Джоунс | 4 грудня 2010               | 7.67    |

## Сезон 4: 2011
| №  | #    | Назва серії                                                  | Режисер            | Сценарист       | Прем'єра у Великій Британії | Глядачі |
| -- | ---- | ------------------------------------------------------------ | ------------------ | --------------- | --------------------------- | ------- |
| 40 | 4х01 | «Найтемніший час (Частина 1)» «The Darkest Hour (Part 1)»    | Еліс Тротон        | Джуліан Джоунс  | 1 жовтня 2011               | 6.40    |
| 41 | 4х02 | «Найтемніший час (Частина 2)» «The Darkest Hour (Part 2)»    | Еліс Тротон        | Джуліан Джоунс  | 8 жовтня 2011               | 6.80    |
| 42 | 4х03 | «Недобрий день» «The Wicked Day»                             | Еліс Тротон        | Говард Овермен  | 15 жовтня 2011              | 7.04    |
| 43 | 4х04 | «Ейсуза» «Aithusa»                                           | Алекс Піллаі       | Джуліан Джоунс  | 22 жовтня 2011              | 6.96    |
| 44 | 4х05 | «Син свого батька» «His Father's Son»                        | Алекс Піллаі       | Джейк Мічі      | 29 жовтня 2011              | 7.40    |
| 45 | 4х06 | «Слуга двох панів» «A Servant of Two Masters»                | Алекс Піллаі       | Люсі Воткінс    | 5 листопада 2011            | 6.94    |
| 46 | 4х07 | «Розкриття таємниці» «The Secret Sharer»                     | Джастін Молотніков | Джуліан Джоунс  | 12 листопада 2011           | 6.72    |
| 47 | 4х08 | «Ламія» «Lamia»                                              | Джастін Молотніков | Джейк Мічі      | 19 листопада 2011           | 7.00    |
| 48 | 4х09 | «Ланселот Озерний» «Lancelot du Lac»                         | Джастін Молотніков | Люсі Воткінс    | 26 листопада 2011           | 7.32    |
| 49 | 4х10 | «Провісник нової ери» «A Herald of the New Age»              | Джеремі Вебб       | Говард Овермен  | 3 грудня 2011               | 6.90    |
| 50 | 4х11 | «Серце мисливця» «The Hunter's Heart»                        | Джеремі Вебб       | Річард МакБраєн | 10 грудня 2011              | 7.12    |
| 51 | 4х12 | «Меч у камені (Частина 1)» «The Sword in the Stone (Part 1)» | Еліс Тротон        | Джейк Мічі      | 17 грудня 2011              | 8.39    |
| 52 | 4х13 | «Меч у камені (Частина 2)» «The Sword in the Stone (Part 2)» | Еліс Тротон        | Джуліан Джоунс  | 24 грудня 2011              | 8.18    |

## Сезон 5: 2012
| №  | #    | Назва Серії                                                         | Режисер            | Сценарист       | Прем'єра у Великій Британії | Глядачі |
| -- | ---- | ------------------------------------------------------------------- | ------------------ | --------------- | --------------------------- | ------- |
| 53 | 5х01 | «Загибель Артура (Частина 1)» «Arthur's Bane (Part 1)»              | Джастін Молотніков | Джуліан Джоунс  | 6 жовтня 2012               | 7.12    |
| 54 | 5х02 | «Загибель Артура (Частина 2)» «Arthur's Bane (Part 2)»              | Джастін Молотніков | Джуліан Джоунс  | 13 жовтня 2012              | 6.99    |
| 55 | 5х03 | «Пісня смерті Утера Пендраґона» «The Death Song of Uther Pendragon» | Джастін Молотніков | Говард Овермен  | 20 жовтня 2012              | 6.86    |
| 56 | 5х04 | «Чуже горе» «Another's Sorrow»                                      | Ешлі Вей           | Джейк Мічі      | 27 жовтня 2012              | 6.86    |
| 57 | 5х05 | «Діси» «The Disir»                                                  | Ешлі Вей           | Річард МакБраєн | 3 листопада 2012            | 6.88    |
| 58 | 5х06 | «Темна башта» «The Dark Tower»                                      | Ешлі Вей           | Джуліан Джоунс  | 10 листопада 2012           | 6.85    |
| 59 | 5х07 | «Урок помсти» «A Lesson in Vengeance»                               | Еліс Тротон        | Джейк Мічі      | 17 листопада 2012           | 6.86    |
| 60 | 5х08 | «Облудна королева» «The Hollow Queen»                               | Еліс Тротон        | Джуліан Джоунс  | 24 листопада 2012           | 6.86    |
| 61 | 5х09 | «Від усього серця» «With All My Heart»                              | Еліс Тротон        | Річард МакБраєн | 1 грудня 2012               | 6.76    |
| 62 | 5х10 | «Доброта незнайомців» «The Kindness of Strangers»                   | Деклан О'Двайр     | Річард МакБраєн | 8 грудня 2012               | 7.00    |
| 63 | 5х11 | «Малюнок темряви» «The Drawing of the Dark»                         | Деклан О'Двайр     | Джуліан Джоунс  | 15 грудня 2012              | 7.34    |
| 64 | 5х12 | «Діамант дня (Частина 1)» «The Diamond of the Day (Part 1)»         | Джастін Молотніков | Джейк Мічі      | 22 грудня 2012              | 8.45    |
| 65 | 5х13 | «Діамант дня (Частина 2)» «The Diamond of the Day (Part 2)»         | Джастін Молотніков | Джуліан Джоунс  | 24 грудня 2012              | 7.80    |